# Bơi nghệ thuật tại Đại hội Thể thao châu Á 2010 – Đồng đội Nữ
Nội dung biểu diễn đồng đội nữ bộ môn bơi nghệ thuật tại Đại hội Thể thao châu Á 2010 tại Quảng Châu, Trung Quốc, đã diễn ra tại Trung tâm thể thao dưới nước Phật Sơn vào ngày 20 tháng 11.

## Lịch thi đấu
Tất cả các giờ đều là Giờ chuẩn Trung Quốc (UTC+08:00)
| Ngày                          | Giờ   | Nội dung          |
| ----------------------------- | ----- | ----------------- |
| Thứ Bảy, 20 tháng 11 năm 2010 | 10:00 | Technical routine |
| Thứ Bảy, 20 tháng 11 năm 2010 | 19:30 | Free routine      |

## Kết quả
Chú thích
- FR — Dự bị trong nội dung free
- RR — Dự bị trong nội dung technical và free
- TR — Dự bị trong nội dung technical

| Thứ hạng | Đội tuyển | Technical | Free   | Tổng cộng |
| -------- | --- | --------- | ------ | --------- |
| 1        | Trung Quốc (CHN) · Chang Si · Chen Xiaojun (RR) · Huang Xuechen · Jiang Tingting · Jiang Wenwen · Liu Ou · Luo Xi · Sun Wenyan · Wu Yiwen · Yu Lele (RR)                                                                                  | 95.375    | 96.625 | 192.000   |
| 2        | Nhật Bản (JPN) · Yumi Adachi · Miho Arai (TR) · Aika Hakoyama · Yukiko Inui · Mayo Itoyama · Chisa Kobayashi · Mai Nakamura · Misa Sugiyama (RR) · Yui Ueminami · Kurumi Yoshida (FR)                                                     | 92.750    | 93.375 | 186.125   |
| 3        | CHDCND Triều Tiên (PRK) · Jang Hyang-mi · Kim Jin-gyong · Kim Jong-hui · Kim Ok-gyong · Kim Su-hyang · Kim Yong-mi · So Un-byol · Wang Ok-gyong                                                                                           | 86.375    | 86.625 | 173.000   |
| 4        | Thái Lan (THA) · Thinatta Kanchanakanti (TR) · Arthittaya Kittithanatphum · Natchanat Krasachol · Nantaya Polsen · Thanyaluck Puttisiriroj · Chanamon Sangakul · Busarin Tanabutchot (FR) · Nujarin Tanabutchot · Ravisara Vathagavorakul | 68.500    | 71.625 | 140.125   |
| 5        | Ma Cao (MAC) · Ao Ka U · Au Ieong Sin Ieng · Chan Lok Ian (RR) · Chang Si Wai · Cheong Ka Ieng · Gou Cheng I · Kou Chin · Lo Wai Lam · Wong Cheng U (RR) · Wong I Teng                                                                    | 65.500    | 70.375 | 135.875   |